# Diuca leucoptère
Idiopsar speculifer
Espèce
Statut de conservation UICN

 LC  : Préoccupation mineure
Le Diuca leucoptère (Idiopsar speculifer) est une espèce de passereaux placée dans la famille des Thraupidae.

## Répartition
Cet oiseau vit à travers la puna.

## Habitat
Il vit dans les prairies de haute montagne subtropicales ou tropicales.
Récemment, on a eu la preuve que l'oiseau pouvait nicher et vivre dans des régions glaciaires. C'est peut-être la seule espèce d'oiseaux autre que les manchots à couver ses œufs sur la glace.

## Sous-espèces
Selon Alan P. Peterson :
- Diuca speculifera magnirostris Carriker 1935
- Diuca speculifera speculifer (d'Orbigny & Lafresnaye) 1837